# 古川広告社
株式会社 古川広告社（ふるかわこうこくしゃ）は、大阪府東大阪市衣摺に本社を置く広告代理店である。1958年創業。

## 会社概要
関西を経営地盤とする広告代理店のうちの一社。主にサインボード・ポスターボード・誘導広告などの屋外広告を中心に企画立案ならびに広告設置業をおこなっている。
特に1970年代から、東海道・山陽新幹線沿線を中心に屋外広告の設置で、その名を知られるようになり、現在も上越・東北新幹線等の新幹線沿線などにも同社による屋外広告が設置されている（クライアントについては同社のHP参照）。
近年では関東圏でも都内を中心に多数の屋外広告が展開されており、また建設現場や市街地内で多数見かけられる壁囲いサインやビルラッピングなどの短期広告を扱う割合も多くなっている。